# Полатли
Полатли (тур. Polatlı) је град у Турској у вилајету Анкара. Према процени из 2009. у граду је живело 86.882 становника.

## Становништво
Према процени, у граду је 2009. живело 86.882 становника.
| 1990.  | 2000.  |
| ------ | ------ |
| 60.158 | 79.992 |